# Rudolf Rossmeissl
Rudolf Rossmeissl (* 10. März 1947 in Roth, Landkreis Roth, Mittelfranken) ist ein deutscher Mykologe und Autor.

## Leben
Rudolf Rossmeissl wurde in Roth in Mittelfranken als zweites Kind der Eltern Martin (Schmiedemeister) und Maria Rossmeissl (Schafferin) geboren. Sein Bruder ist Ernst Rossmeissl.
Von 1953 bis 1959 besuchte er die Volksschule Roth-Gartenstraße und wechselte dann auf die Mittelschule für Knaben und Mädchen (die heutige Wilhelm-von-Stieber-Realschule Roth), an der er 1964 die Mittlere Reife ablegte.
Nach Eintritt in den Öffentlichen Dienst 1964 legte er 1968 die Anstellungsprüfung für den gehobenen, nicht technischen Verwaltungsdienst ab. Mit einem Jahr als Sachbearbeiter in der Sozialhilfeverwaltung, folgten acht Jahre kommissarische Verwaltungsleitung an der heutigen Kreisklinik Roth.
Die folgenden 31 Jahre befasste er sich mit den Finanzen des Landkreises Roth, davon 15 Jahre als Kreiskämmerer nebst Beförderung zum Verwaltungsoberamtsrat (VOAR) 1996.
Nach 45-jähriger Dienstzeit als Beamter, erfolgte 2009 der Eintritt in die Ruhephase der Altersteilzeit mit abschließender Versetzung in den Ruhestand 2012.
1969 heiratete er Marianne Hofmockel (* 1947), mit der er Zwillingssöhne hat.

## Ehrenamt
Seit 1976 ist Rudolf Rossmeissl Mitglied in der Naturhistorischen Gesellschaft Nürnberg e.V. (NHG), Abteilung Pilz und Kräuterkunde.
Nach vier Semestern Studium an der Volkshochschule Nürnberg (Bildungszentrum Nürnberg), legte er 1978 die Pilzberaterprüfung der Deutschen Gesellschaft für Mykologie e.V. (DGfM) ab. Seit dem 1. Juni 1981 ist im Landkreis Roth eine Pilzberatungsstelle eingerichtet in der er als ehrenamtlicher Pilzsachverständiger praktiziert.
Zudem ist er ständiges Jury-Mitglied zum Vorentscheid des kulinarischen Wettstreits heimischer Produkte (seit 2005) im Wettbewerb um den besten Presssack im Landkreis Roth.

## Auszeichnungen
Für sein ehrenamtliches Schaffen erhielt er folgende Auszeichnungen:
- 2007: Ehrenzeichen des bayerischen Ministerpräsidenten (Edmund Stoiber) für Verdienste im Ehrenamt als Pilzsachverständiger[6][7][8]
- 2017: Ehrenamtspreis GUT. Im Ehrenamt, der Sparkasse Mittelfranken-Süd[9]
- 2017: Auszeichnung für herausragende Leistungen im Bereich Soziales / langjährige Ehrenämter durch den Ersten Bürgermeister der Stadt Roth (Ralph Edelhäußer)[10]
- 2018: Verleihung Bayerische Ehrenamtskarte in Gold, Landkreis Roth durch den Landrat (Herbert Eckstein)[11]
- 2018: Verleihung Landkreisverdienstmedaille, Landkreis Roth durch den Landrat (Herbert Eckstein)[12]

## Veröffentlichungen
- 1998: Pilzbegegnungen – Ein Streifzug durch das Reich der Pilze, Sonderausgabe der Heimatkundlichen Streifzüge des Landkreises Roth[3]